# Cischweinfia platychila
Cischweinfia platychila är en orkidéart som beskrevs av Leslie Andrew Garay. Cischweinfia platychila ingår i släktet Cischweinfia och familjen orkidéer.
Artens utbredningsområde är Colombia. Inga underarter finns listade i Catalogue of Life.